# 格拉瓦鎮區 (密蘇里州聖路易斯縣)
格拉瓦鎮區（英語：Gravois Township）是位於美國密蘇里州聖路易斯縣的一個行政鎮區。

## 地方資料
格拉瓦鎮區的面積為28.29平方千米，皆為陸地。根據2020年美國人口普查的數據，當地共有人口35878人，而人口密度為每平方千米1,268.22人。